# پروکسی‌ردوکسین
پروکسی‌ردوکسین‌ها (انگلیسی: Peroxiredoxins) که به اختصار Prxs هم نامیده می‌شوند، یک خانواده پروتئینی فراگیر از آنزیم‌های آنتی‌اکسیدان هستند که سطح پراکسید تولیدشده توسط سیتوکین‌ها را کنترل کرده و در نتیجه ترارسانی پیام را میانجی‌گری می‌کنند. این خانوادهٔ آنزیمی در انسان، ۶ عضو PRDX1، PRDX2، PRDX3، PRDX4، PRDX5 و PRDX6 دارد و تولید زیاد آنها در بدن، نشان‌دهندهٔ اهمیت بالینی آنهاست. به عنوان مثال، پروکسی‌ردوکسین ۲، دومین پروتئین وافر در درون گلبول‌های قرمز خون (پس از هموگلوبین) است.

## طبقه‌بندی
پروکسی‌ردوکسین‌ها را به‌لحاظ مکانیکی به سه گروه طبقه‌بندی می کنند:
- پروکسی‌ردوکسین‌های ۲ سیستئینی معمول (Typical 2-Cys Prxs)
- پروکسی‌ردوکسین‌های ۲ سیستئینی نامعمول (Atypical 2-Cys Prxs)
- پروکسی‌ردوکسین‌های تک سیستئینی (1-Cys Prxs)

## ساعت بیولوژیکی
پروکسی‌ردوکسین‌ها در ساعت بیولوژیک و چرخهٔ داخلی ۲۴ ساعتهٔ بسیاری از جانوران دخیل هستند.